# Dampmaskine
En dampmaskine er en transducer, der kan omsætte noget af den termiske energi i vanddamp under tryk til mekanisk arbejde.
Når denne passive sammentrækning (passiv fraførsel af vanddamp) - og udvidelse (tilførsel af vanddamp) foregår i en lukket cylinder, kan et stempel gå op og ned. Hvis det er forbundet med en pumpestang, kan et svinghjul give en roterende bevægelse. Dampmaskinens effektivitet afhænger af, hvor stor en del af den tilførte varmeenergi, der omsættes til bevægelse.
Dampmaskinen var grundlaget for en ny tidsalder: Den industrielle revolution. Mange historikere bruger betegnelsen den industrielle revolution om de store forandringer, som foregik i England mellem 1760 og 1840. Her er det vigtigt at huske, at det var dampmaskinen, som var motoren bag de store forandringer. I kølvandet af dampmaskinen fulgte en lang række andre tekniske fornyelser. Man gik fra håndværk og hjemmefabrikation til masseproduktion, hvilket var med til at sikre Englands førende position i 1700- og 1800-tallet.

## Opfindelsen af dampmaskinen
Mange tror, at James Watt stod bag opfindelsen af dampmaskinen. Men i virkeligheden var der mange fysikere og matematikere, som eksperimenterede med dampdrevne maskiner. En af dem var franskmanden Denis Papin, som konstruererede en maskine, der kunne bevæge sig. Den ældste optegnelse af forsøg med damp stammer helt tilbage fra midten af det 1. århundrede e.Kr. Forsøget blev udført i Alexandria af Heron.
Den græske matematiker Heron havde lavet en kugle, der roterede. Kuglens drivkraft kom fra damp, idet den var fastgjort i to rør, der virkede som dampturbiner. Princippet bag var enkelt: Den opstigende vanddamp fyldte den hule kugle og fik den til at dreje rundt.
I princippet havde Heron lavet en fuldt færdig dampturbine. Grunden, til at den ikke fik nogen praktisk anvendelse, var, at den var uøkonomisk, og man ikke vidste, hvad den kunne bruges til.[kilde mangler]

## Dampmaskinens udvikling
Dampmaskinen opstod i England, hvor der var behov for mere effektivt at kunne fjerne vand fra mineskakter. Maskinen opstod som resultat af det målbevidste arbejde med at dække dette behov. Før dampmaskinen havde man pumpeanlæg og pumper drevet med vandhjul. Eller man anvendte man en hestegang. Det var en dyr løsning.
Den første dampmaskine, som skulle løse problemet, blev lavet af Thomas Savery, og han tog patent på den allerede i 1698. Hans maskine blev aldrig udbredt, idet den ikke altid virkede efter hensigten. Dampmaskinens fejl skyldtes den ineffektive konstruktion: Den virkede kun, hvis damptrykket var højt. Men man kunne i 1698 ikke lave kedler, der var stærke nok. Thomas Savery kaldte sin maskine ”The miner's friend”, minearbejderens ven.
Thomas Newcomen konstruerede den første brugbare dampmaskine i 1710. Den var mere pålidelig, driftsikker og økonomisk end Saverys, hvor store mængder damp gik til spilde. Senere var Newcomen nødt til at indgå partnerskab med Savery, der havde patentrettighederne til enhver maskine, der udnyttede ildens drivkraft. Sammen udviklede de en ny og forbedret version, som kunne levere op til 12 slag pr. minut. Ved hvert slag kunne maskinen suge 40 liter vand op fra en 45 meter dyb mineskakt. Newcomens dampmaskine havde stor succes til 1769, hvor en ny spiller kom på banen: Den skotske instrumentmager James Watt.
James Watts interesse for dampmaskiner begyndte, da han var ganske ung. Han havde flere gange udført forsøg for at forbedre Saverys maskine, men måtte opgive, da han nåede til den konklusion, at det ikke var muligt at lave kedler, som kunne holde til det høje tryk, som Saverys maskine krævede for at presse vandet til vejrs.
Da han som instrumentmager i 1763 fik lov til at reparere en model af Newcomens maskine, kunne han se nye muligheder. Det tog Watt fem år, fra han fik ideen, til han stod med en maskine, som virkede. Watts maskine var et kæmpe skridt inden for udvikling af dampmaskiner, da den fungerede meget bedre end konkurrenternes. Da det senere lykkedes ham at forbedre den yderligere, førte det til ny standard inden for industrien. I den nye model blev det muligt at omsætte energien til en roterende bevægelse. Dermed kunne der kobles nye maskiner til dampmaskinen. Energien fra dampmaskinen kunne omsættes i de nye maskiner, eksempelvis damplokomotivet. Før opfindelsen af dampmaskinen foregik al transport på landjorden til hest eller med hestetrukne vogne. Nu, hvor det var muligt at omsætte energien fra dampmaskinen til roterende bevægelse, var det kun et spørgsmål om tid, før man fik tanken at bygge noget, som kørte ved dampkraft. Selv om roterende bevægelse drevet af damp var opfundet i 1760, gik der en del år, før andre opfindere måtte eksperimentere med det, da Watt havde patentet.

## Teknologien bag dampmaskinen
Dampmaskinen blev udviklet i 1700-tallet på baggrund af viden om, at vandet udvides, når det bliver omdannet til damp.
Generelt om vanddamp: Når man tilfører varme til vand, begynder de frie mellemrum mellem molekylerne at udvide sig. Derfor fylder dampen mere (fordampning). Det omvendte sker, når dampen afkøles: Når dampen kondenseres til vand skrumper rumfanget (fortætning).
Når denne passive sammentrækning (passiv fraførsel af vanddamp) - og udvidelse (tilførsel af vanddamp) foregår i en lukket cylinder, kan man få et stempel til at gå op og ned. Hvis stemplet forbindes med en pumpestang, kan den trække i en pumpestang, og man kan også lave energien om til en roterende bevægelse ved at indsætte et svinghjul i stedet for en pumpestang. Dampmaskinens effektivitet afhænger af, hvor stor en del af den tilførte varmeenergi der omsættes til bevægelse.
Vanddampen under tryk kommer typisk via rør fra en lukket kedel. Kedlen kan kun klare et vist tryk. Hvis kedlens tryk bliver for stort, eksploderer den. Derfor har den en sikringsventil, som lukker op ved for stort tryk. Det er kedelpasserens opgave at dosere den rette mængde brændsel under kedlen, så vanddampen i kedlen har det rette tryk - og efterfylde kedlen med ferskvand. Kedlen fungerer som damplager.

### Thomas Savery
Saverys dampmaskine kom i brug i 1698. Maskinen virkede ved, at dampen fra dampkedelen blev ledt over i en beholder, der forneden var forsynet med et rør, som gik ned til vandet i minen. På toppen af beholderen var der et andet rør, som førte opad. Princippet var at fylde beholderen med damp, hvorefter man lukkede for dampen, mens pumpens rør forneden blev åbnet. Dampen fortsatte og sugede vandet op fra minegangen.

### Newcomens Dampmaskine
Efter flere års arbejde havde Newcome omkring 1710 udviklet en ny dampmaskine. Den var bedre på en lang række punkter sammenlignet med Saverys dampmaskine. Eksempelvis var faren for kedeleksplosioner løst og energispildet formindsket, idet dampen ikke kom i direkte kontakt med det kolde vand fra minen. Princippet bag hans maskine var en cylinder med et stempel og en kedel. Når cylinderen blev fyldt med damp, blev stemplet i cylinderen skubbet opad. Herefter blev der lukket for dampen, og der blev åbnet for en hane, der sprøjtede koldt vand ind i cylinderen. Det kolde vand fik dampen til at kondensere, trykket i cylinderen faldt, og atmosfærens tryk på stemplets overside trykkede den nedad med stor kraft. Atmosfæretrykket var stort nok til, at stemplet kunne drive en pumpe.

### James Watt
Det blev James Watt, der kom til at føre an i den udvikling, der forandrede Newcomens dampemaskine og fik den til at virke i 1774. Det var nemlig lykkedes ham at konstruere en maskine, som var mere økonomisk end sin forgænger og samtidig en god erstatning for hestegange og vandhjul.
I Watts maskine var det ikke nødvendigt hele tiden at opvarme og nedkøle cylinderen ved at have en afkølet beholder ved siden af. Det medvirkede også til, at man ikke behøvede at vente hele tiden med at opvarme og nedkøle. Dermed kunne maskinen arbejde kontinuerligt. Det vigtigste ved Watts maskine var, at den var i stand til at omsætte kemisk energi til kinetisk energi, så der kunne skabes en roterende bevægelse. Dermed kunne dampens energi omsættes til at drive andre maskiner. Senere forbedrede Watt yderligere dampmaskinen, med fordoblet effekt.

## Dampmaskinens betydning for det engelske samfund fra 1700 til 1850
Før dampmaskinens opfindelse var England allerede et industriland og centrum for handel, med veludviklet minedrift, dygtige håndværkere og en stor eksport. Men allerede i 1750 begyndte det første krisetegn at vise sig i den engelske industri, da efterspørgslen på engelske produkter steg. Grænsen var nået, selv om man overalt i England arbejdede hårdt for at producere mere. Drivkraft var det store problem i den engelske industri, der ikke længere kunne følge med efterspørgslen.
Dampmaskinen vendte tidligere tiders langsomme produktion til en kæmpe fremgang. Det skyldtes, at de tidligere kraftkilder som hestegang og vandhjul i fabrikker ikke gav så meget energi fra sig som en dampmaskine. Desuden var man tvunget til at have produktionen i nærheden af vandhjul eller hestekraft. Den voldsomt stigende energilevering samt de høje produktionshastigheder medførte, at omkostningerne i produktionen faldt. Det medvirkede til, at prisen på industrivarer og produkter i det hele taget faldt. Det skabte forandringer i samfundet, idet flere mennesker havde råd til at købe disse varer, hvor det førhen var forbeholdt de få velhavende i samfundet.

## Problemer ved dampmaskiner
Selv om opfindelsen af dampmaskinen har ført meget positivt med sig, så har den også haft en række negative sider. Opfindelsen har skabt samfunds- og miljøproblemer.
Samfundsproblemerne består i, at den øgede produktion betød en lang arbejdsdag for arbejderne samt uhumske og dårlige arbejdsvilkår. Børnearbejde blev også udbredt: Børn skulle have lavere betaling end voksne. Dermed var de billig arbejdskraft. Flere børn og voksne arbejdere blev syge og døde som følge af de vanskelige arbejdsvilkår samt farlige stoffer på arbejdspladserne.

Miljøproblemet bestod i, at dampmaskinen samt damturbiner, jetmotorer og forbrændingsmotorer anvender kul, olie og naturgas: fossile energikilder. Afbrænding af dem øger indholdet af CO2 i atmosfæren, og det medfører, at jordens temperatur stiger. Konsekvenserne er klimaforandringer og afsmeltning af isen ved jordens poler. Dampmaskinen og dens efterkommere var grundlaget for vores enorme velstand, men brugen af dem har uoverskuelige konsekvenser.

## Sammenfatning
Selv om den første dampmaskine blev lavet i 1710 af Thomas Newcomen, er man stadig uenig om, hvorvidt Saverys maskine var dampmaskine eller trykpumpe-maskine. Under alle omstændigheder blev den for alvor populær, da Watt videreudviklede den, så den kunne omsætte energi til roterende bevægelse. Succesen med den roterende bevægelse skyldtes, at energien fra dampmaskinen kunne udnyttes også i andre maskiner. Man gik fra manuel arbejdskraft eksempelvis vand og hest, til mere maskinbaseret produktion. De tekniske forbedringer, dampmaskinen gennemgik, byggede på erfaringer fra tidligere, mindre gode dampmaskiner. Dampmaskinens teknologi er således en empirisk teknologi.
Mange tror, at dampmaskinen var en forudsætning for den industrielle revolution, men det passer ikke helt. For at forstå det, skal man se Englands udvikling i et bredere perspektiv. England var nemlig allerede før opfindelsen af dampmaskinen et industriland med stor væveindustri, minedrift samt en kæmpe eksport. Alt det skyldtes, at England på det her tidspunkt havde en regering med et positivt syn på industriproduktion, risikovillig kapital samt en mobil arbejdskraft uden stavnsbånd og et godt banksystem. Derfor var opfindelsen af dampmaskinen et stort skub i den rigtige retning på den rette tid. Alt det gør, at dampmaskinen er blandt de mest betydningsfulde teknologier i menneskehedens historie.